# Velika Ježevica
Velika Ježevica (cyr. Велика Јежевица) – wieś w Serbii, w okręgu zlatiborskim, w gminie Požega. W 2011 roku liczyła 365 mieszkańców.